# The Root of All Evil (The Iron Maidens)
The Root of All Evil è un EP della tribute band The Iron Maidens, pubblicato il 23 aprile 2008 solo in Giappone. A differenza dei due full-length precedentemente pubblicati, l'EP non è offerto nel sito ufficiale della band.

## Il disco
L'EP contiene quattro tracce: le prime tre sono nuove cover degli Iron Maiden (due in versione metal e una, Different World, in versione acustica); la quarta è un remix dance di The Trooper, ad opera di Glenn Baren e Lynn Woolever. Different World era già stata suonata dal vivo in precedenza, durante un live ad una stazione radio di Los Angeles a fine 2007.
Queste sono le ultime registrazioni della band con Aja Kim e Heather Baker, che lasciarono il gruppo a metà del 2008.

## Tracce
1. Transylvania (Steve Harris) – 4:21
2. The Evil That Men Do (Bruce Dickinson, Adrian Smith, Harris) – 4:29
3. Different World (Acoustic Version) (Smith, Harris) – 4:02
4. The Trooper (Dance Remix) (Harris) – 4:41

## Formazione
- Aja Kim ("Bruce Lee Chickinson") – voce
- Sara Marsh ("Mini Murray") – chitarra
- Heather Baker ("Adrienne Smith") – chitarra, cori
- Wanda Ortiz ("Steph Harris") – basso
- Linda McDonald ("Nikki McBurrain") – batteria